# Liste öffentlicher Kneipp-Anlagen im Rhein-Neckar-Kreis
In der Liste öffentlicher Kneipp-Anlagen im Rhein-Neckar-Kreis sind öffentliche Kneipp-Anlagen für Orte, die zum Rhein-Neckar-Kreis in Baden-Württemberg gehören, aufgeführt. Sie ist primär nach Orten sortiert, unabhängig davon, ob es sich um Ortsteile, Gemeinden oder Städte handelt. Kneipp-Anlagen können laut Kneipp-Bund in Form von Wassertretanlagen oder Armbecken vorliegen und unterliegen grundsätzlich nicht der Trinkwasserverordnung. Kneipp-Anlagen werden häufig künstlich angelegt. Daneben gibt es in den natürlichen Verlauf von Fließgewässern eingebettete Wassertretstellen. Kneippen ist eine Behandlungsmethode der Hydrotherapie, die auf der Grundlage von Sebastian Kneipp angewendet wird. Hierbei wird in kaltem Wasser auf der Stelle geschritten. In Armbecken werden die Arme bis zur Mitte der Oberarme ins kalte Wasser getaucht. Die Liste erhebt keinen Anspruch auf Vollständigkeit.

## Kneipp-Anlagen im Rhein-Neckar-Kreis
Derzeit sind im Rhein-Neckar-Kreis neun öffentliche Kneipp-Anlagen erfasst (Stand: 8. Juni 2021):
| Bild | Ort            | Beschreibung | ↴ Zufluss / ↳ Abfluss              | Standort                     |
| ---- | -------------- | --- | ---------------------------------- | ---------------------------- |
|      | Adersbach      | Kneipp-Anlage im Rautal zwischen Sinsheim-Rohrbach und Sinsheim-Adersbach                                               | ↴↳ Wolfsgraben                     | ⊙ Rinaldoweg                 |
|      | Allemühl       | Kneipp-Anlage Schönbrunn-Allemühl                                                                                       | ↴↳ Pleutersbach                    | ⊙ Pleutersbacher Straße      |
|      | Bammental      | Kneipp-Anlage beim Schwimmbad Bammental. Die Kneipp-Anlage ist auch geöffnet, wenn das Bad über Winter geschlossen ist. | ↴ Trinkwassernetz / ↳ Abwassernetz | ⊙ Schwimmbadstraße           |
|      | Friedrichsdorf | Kneipp-Anlage Friedrichsdorf                                                                                            |                                    | ⊙                            |
|      | Hockenheim     | Kneipp-Anlage im Stiegwiesenpark neben der Seebühne, ohne Wasser am 17.08.2020                                          |                                    | ⊙ Blumenstr. / Eisenbahnstr. |
|      | Schwetzingen   | Ein kleines Kneipp-Becken im Freizeitbad Bellamar (nur zu den Öffnungszeiten, kostenpflichtig)                          | ↴ Trinkwassernetz / ↳ Abwassernetz | ⊙ Odenwaldring               |
|      | Weinheim       | Die Kneipp-Anlage befindet sich beim Trinkwasserbrunnen im Weihertal, im Exotenwald bei Weinheim.                       | ↴ Weihertalbrunnen                 | ⊙ Weihertal                  |
|      | Weinheim       | Kneipp-Becken im Miramar Freizeitzentrum (nur zu den Öffnungszeiten, kostenpflichtig)                                   | ↴ Trinkwassernetz / ↳ Abwassernetz | ⊙ Waldallee                  |